# Waikura (rivière Raukokore)
La rivière Waikura (en anglais : Waikura River) est un cours d’eau du Nord de la région de Gisborne dans l‘Île du Nord de la Nouvelle-Zélande.

## Géographie
Il s’écoule initialement vers le nord-ouest avant de tourner vers le sud-ouest pour atteindre le fleuve  Raukokore à 25 km à l’est de  la ville de Te Kaha.